# Task Force 1942
Task Force 1942 est un jeu vidéo de simulation de combat naval conçu par Lawrence Schick et publié par MicroProse entre 1992 sur PC. Le jeu simule la campagne de Guadalcanal, qui oppose les flottes américaine et japonaise dans l’océan Pacifique entre août et décembre 1942, pendant la Seconde Guerre mondiale. Il propose ainsi des scénarios historiques, qui permettent de simuler une bataille navale spécifique de cette période, et une campagne, qui recréé cinq mois de conflit. Il permet également de créer des scénarios personnalisés impliquant n’importe quels navires disponibles dans le jeu. Le joueur peut s’impliquer dans les combats à différents niveaux. Il peut ainsi prendre le commandement d’un navire, comme dans un simulateur, ou commander un détachement ou une division de navire, comme dans un wargame. En cela, il est à sa sortie considérer comme un concurrent direct de Great Naval Battles: North Atlantic 1939-1943, publié par Strategic Simulations la même année.

## Accueil
| Task Force 1942 |      |       |
| Média           | Pays | Notes |
| Gen4            | FR   | 85 %  |
| Joystick        | FR   | 74 %  |